# سكتة دماغية جوبية
السكتة الدِماغية الجَوْبِيَّة أو الاحتشاء الجَوْبِيّ (بالإنجليزية: lacunar stroke) هي نوع من السكتات الدماغية التي تحدث نتيجة انسداد الشرايين المخترقة التي تمد الأجزاء العميقة من المخ. يوصف المرضى الذين تظهر لديهم أعراض السكتة الدماغية الجوبية ولكن لم يخضعوا لأي تصوير تشخيصي بأنهم يعانون من متلازمة السكتة الدماغية الجوبية وتعرف اختصاراً بـ (LAC).
معظم يُعرَف عن السكتة الدماغية الجوبية آتِِ من تشريح تشارلز ميلر فيشر لجثث مرضى السكتة الدماغية بعد الوفاة. فقد لاحظ فيشر وجود جَوْبات (بالإنجليزية: lacunae)- من اللاتينية وتعني "الفضاء الخالي"- في أجزاء الدماغ العميقة بعد انسداد شرايين بقطر 400-800 ميكرون وربطهم مع خمس متلازمات كلاسيكية.

## العلامات والأعراض
قد تحدث الأعراض فجأة أو بالتدريج أو بطريقة متقلبة. أحياناً، يمكن أن تحاكي احتشاءات القشرة المخية أو النزيف داخل القحف الاحتشاءات الجوبية، لكن علامات احتشاء القشرة الدماغية الحقيقية ( مثل: الحبسة" فقدان القدرة على الكلام"، الإهمال، وعيوب المجال البصري) تكون غير موجودة دائماً. المتلازمات الخمس الكلاسيكية كالتالي:
| اسم المتلازمة                                                         | مكان الاحتشاء | الأعراض |
| --------------------------------------------------------------------- | --- | --- |
| السكتة الدماغية الحركية الخالصة/ شلل نصفي أشهر متلازمة جوبية: 33-50%. | الذراع الخلفي للمحفظة الغائرة، الإكليل المتشعع وقاعدة ال جسر.                                                       | It is marked by خزل شقي or خزل شقي that typically affects the face, arm, or leg of the contralateral side. رتة، عسر البلع, and transient sensory symptoms may also be present. |
| خزل شقي رنحي                                                          | الذراع الخلفي للمحفظة الغائرة، الإكليل المتشعع، قاعدة الجسر، النواة الحمراء، النواة العدسية                         | It displays a combination of cerebellar and motor symptoms, including weakness and clumsiness, on the ipsilateral side of the body. It usually affects the leg more than it does the arm; hence, it is known also as homolateral ataxia and crural paresis. The onset of symptoms is often over hours or days. |
| رته"عسر التلفظ /يد خرقاء                                              | basis pontis, anterior limb or genu of internal capsule, corona radiata, basal ganglia, thalamus, cerebral peduncle | The main symptoms are dysarthria and clumsiness (i.e., weakness) of the hand, which often are most prominent when the patient is writing. |
| سكتة دماغية حسية خالصة                                                | contralateral مهاد (VPL), internal capsule, corona radiata, midbrain                                                | Marked by persistent or transient numbness, tingling, pain, burning, or another unpleasant sensation on one side of the body. |
| سكتة دماغية حسية حركية                                                | المهاد، ال | This lacunar syndrome involves hemiparesis or hemiplegia with contralateral sensory impairment |

## أنظر أيضا
- سكتة النخاع الشوكي